# Metossido di sodio
Il metossido di sodio è un composto chimico con formula CH3ONa, formato dalla deprotonazione del metanolo.
Si presenta come un solido incolore; è un reagente ampiamente utilizzato nell'industria e in laboratorio. È anche una base pericolosamente caustica.